# Llista de topònims del Soleràs
Llista de topònims (noms propis de lloc) del municipi del Soleràs, a les Garrigues
Informació actualitzada per un bot. Els canvis manuals es perdran quan s'actualitzi!

## cabana
| imatge | Nom                            | Ubicat a   | instància de | Detalls | coordenades                                                          | Protecció | Commons (més fotos) | Dades a WD                    |
| ------ | ------------------------------ | ---------- | ------------ | ------- | -------------------------------------------------------------------- | --------- | ------------------- | ----------------------------- |
|        | Hort del Ferrer                | el Soleràs | cabana       |         | 41° 24′ 42″ N, 0° 41′ 13″ E / 41.4117972609973°N,0.686973136829878°E |           |                     | Modifica les dades a Wikidata |
|        | Mas del Tamarit                | el Soleràs | cabana       |         | 41° 24′ 53″ N, 0° 42′ 47″ E / 41.414816°N,0.712919°E                 |           |                     | Modifica les dades a Wikidata |
|        | cabana del Lluís               | el Soleràs | cabana       |         | 41° 25′ 19″ N, 0° 43′ 10″ E / 41.4220300819158°N,0.719503947759444°E |           |                     | Modifica les dades a Wikidata |
|        | cabana del Roïg                | el Soleràs | cabana       |         | 41° 25′ 30″ N, 0° 42′ 26″ E / 41.4250383526579°N,0.707276679583891°E |           |                     | Modifica les dades a Wikidata |
|        | corral de Ponet                | el Soleràs | cabana       |         | 41° 25′ 37″ N, 0° 41′ 22″ E / 41.4269045451297°N,0.689368609690013°E |           |                     | Modifica les dades a Wikidata |
|        | corral del Roig                | el Soleràs | cabana       |         | 41° 25′ 27″ N, 0° 42′ 32″ E / 41.4241233463393°N,0.708816626743489°E |           |                     | Modifica les dades a Wikidata |
|        | corral del Tamarit             | el Soleràs | cabana       |         | 41° 25′ 22″ N, 0° 42′ 46″ E / 41.4227177912761°N,0.712862692003537°E |           |                     | Modifica les dades a Wikidata |
|        | era de l'Isidro de l'Aran      | el Soleràs | cabana       |         | 41° 25′ 00″ N, 0° 41′ 12″ E / 41.4165710937407°N,0.686540464274478°E |           |                     | Modifica les dades a Wikidata |
|        | era del Carreter               | el Soleràs | cabana       |         | 41° 24′ 35″ N, 0° 40′ 26″ E / 41.4096395442325°N,0.67377019222904°E  |           |                     | Modifica les dades a Wikidata |
|        | era del Gravat                 | el Soleràs | cabana       |         | 41° 25′ 03″ N, 0° 42′ 59″ E / 41.4175889608956°N,0.716285246379407°E |           |                     | Modifica les dades a Wikidata |
|        | era del Martí del Ton de Ponet | el Soleràs | cabana       |         | 41° 24′ 45″ N, 0° 40′ 43″ E / 41.4125824075172°N,0.678558454986775°E |           |                     | Modifica les dades a Wikidata |
|        | era del Quico del Mano         | el Soleràs | cabana       |         | 41° 25′ 01″ N, 0° 41′ 08″ E / 41.4168924115034°N,0.685500077546413°E |           |                     | Modifica les dades a Wikidata |
|        | pallissa de l'Esteve           | el Soleràs | cabana       |         | 41° 25′ 01″ N, 0° 40′ 39″ E / 41.4170366649575°N,0.677466511406309°E |           |                     | Modifica les dades a Wikidata |
|        | pallissa de la Bessona         | el Soleràs | cabana       |         | 41° 24′ 58″ N, 0° 40′ 54″ E / 41.416104807998°N,0.681723270577458°E  |           |                     | Modifica les dades a Wikidata |

## casa
| imatge | Nom          | Ubicat a   | instància de | Detalls                     | coordenades                                                                  | Protecció                                  | Commons (més fotos) | Dades a WD                    |
| ------ | ------------ | ---------- | ------------ | --------------------------- | ---------------------------------------------------------------------------- | ------------------------------------------ | ------------------- | ----------------------------- |
|        | Cal Ponet    | el Soleràs | casa         | Estil: arquitectura popular | 41° 24′ 49″ N, 0° 40′ 51″ E / 41.4137°N,0.68091°E ca:Carrer del Pou, 6       | bé integrant del patrimoni cultural català |                     | Modifica les dades a Wikidata |
|        | Cal Pubillet | el Soleràs | casa         | Estil: arquitectura popular | 41° 24′ 47″ N, 0° 40′ 51″ E / 41.41316°N,0.6808°E ca:Carrer dels Màrtirs, 14 | bé integrant del patrimoni cultural català |                     | Modifica les dades a Wikidata |
|        | Cal Seró     | el Soleràs | casa         | Estil: arquitectura popular | 41° 24′ 48″ N, 0° 40′ 52″ E / 41.4134°N,0.68109°E ca:Carrer del Pou, 7       | bé integrant del patrimoni cultural català |                     | Modifica les dades a Wikidata |
|        | Cal Tamarit  | el Soleràs | casa         | Estil: arquitectura popular | 41° 24′ 47″ N, 0° 40′ 52″ E / 41.41311°N,0.68107°E                           | bé integrant del patrimoni cultural català |                     | Modifica les dades a Wikidata |
|        | Casa Cortada | el Soleràs | casa         | Estil: arquitectura popular |                                                                              | bé integrant del patrimoni cultural català |                     | Modifica les dades a Wikidata |

## edifici
| imatge | Nom               | Ubicat a   | instància de     | Detalls                                                              | coordenades                                                                 | Protecció                                  | Commons (més fotos)            | Dades a WD                    |
| ------ | ----------------- | ---------- | ---------------- | -------------------------------------------------------------------- | --------------------------------------------------------------------------- | ------------------------------------------ | ------------------------------ | ----------------------------- |
|        | Antic molí d'oli  | el Soleràs | edifici Ús: molí | Estil: arquitectura popular 1789                                     | 41° 24′ 54″ N, 0° 40′ 55″ E / 41.41513°N,0.681874°E ca:Avinguda de Lleida   | bé integrant del patrimoni cultural català |                                | Modifica les dades a Wikidata |
|        | Sindicat Agrícola | el Soleràs | edifici          | Arquitecte: Cèsar Martinell i Brunet Estil: noucentisme 20th century | 41° 24′ 45″ N, 0° 41′ 08″ E / 41.41242°N,0.685478°E ca:Ctra. de Bellpuig, 5 | bé integrant del patrimoni cultural català | Sindicat Agrícola (el Soleràs) | Modifica les dades a Wikidata |

## església
| imatge | Nom                                       | Ubicat a   | instància de    | Detalls                                  | coordenades                                                                 | Protecció                                  | Commons (més fotos)                 | Dades a WD                    |
| ------ | ----------------------------------------- | ---------- | --------------- | ---------------------------------------- | --------------------------------------------------------------------------- | ------------------------------------------ | ----------------------------------- | ----------------------------- |
|        | Església parroquial dedicada a l'Assumpta | el Soleràs | església        | Estil: arquitectura neoclàssica          | 41° 24′ 47″ N, 0° 40′ 55″ E / 41.41309°N,0.68196°E                          | bé integrant del patrimoni cultural català | Església de l'Assumpció del Soleràs | Modifica les dades a Wikidata |
|        | Mare de Déu de les Garrigues              | el Soleràs | església ermita |                                          | 41° 26′ 05″ N, 0° 42′ 31″ E / 41.434844°N,0.708508°E 382 msnm               |                                            | Mare de Deu de les Garrigues        | Modifica les dades a Wikidata |
|        | Santa Maria del Soleràs                   | el Soleràs | església ermita | Estil: arquitectura popular 20th century | 41° 24′ 49″ N, 0° 40′ 37″ E / 41.413684°N,0.676951°E ca:Ctra. de Granadella | bé integrant del patrimoni cultural català | Santa Maria del Soleràs             | Modifica les dades a Wikidata |

## granja
| imatge | Nom                              | Ubicat a   | instància de | Detalls | coordenades                                                          | Protecció | Commons (més fotos) | Dades a WD                    |
| ------ | -------------------------------- | ---------- | ------------ | ------- | -------------------------------------------------------------------- | --------- | ------------------- | ----------------------------- |
|        | Granges del Miquel de la Brígida | el Soleràs | granja       |         | 41° 25′ 02″ N, 0° 40′ 56″ E / 41.4171256035801°N,0.682321093299396°E |           |                     | Modifica les dades a Wikidata |
|        | Granges del Seró                 | el Soleràs | granja       |         | 41° 24′ 55″ N, 0° 41′ 11″ E / 41.4153682903075°N,0.686296016219501°E |           |                     | Modifica les dades a Wikidata |
|        | Granja de l'Ignasi               | el Soleràs | granja       |         | 41° 24′ 40″ N, 0° 41′ 30″ E / 41.4110380833697°N,0.691773635120745°E |           |                     | Modifica les dades a Wikidata |
|        | Granja de l'Àngel                | el Soleràs | granja       |         | 41° 24′ 50″ N, 0° 41′ 17″ E / 41.4138117976595°N,0.688169852409582°E |           |                     | Modifica les dades a Wikidata |
|        | Granja del Gerard                | el Soleràs | granja       |         | 41° 24′ 45″ N, 0° 41′ 11″ E / 41.4126302958537°N,0.68629751059406°E  |           |                     | Modifica les dades a Wikidata |
|        | Granja del Josep Maria Monner    | el Soleràs | granja       |         | 41° 24′ 50″ N, 0° 41′ 29″ E / 41.4139046086223°N,0.691444784922278°E |           |                     | Modifica les dades a Wikidata |
|        | Granja del Josep de l'Esteve     | el Soleràs | granja       |         | 41° 24′ 51″ N, 0° 41′ 24″ E / 41.4141701645853°N,0.689868044610141°E |           |                     | Modifica les dades a Wikidata |
|        | Granja del Magrinyà              | el Soleràs | granja       |         | 41° 24′ 58″ N, 0° 41′ 21″ E / 41.4161848915309°N,0.689282136719314°E |           |                     | Modifica les dades a Wikidata |
|        | Granja del Matias Tost           | el Soleràs | granja       |         | 41° 24′ 43″ N, 0° 41′ 19″ E / 41.4120386409562°N,0.688675419136107°E |           |                     | Modifica les dades a Wikidata |
|        | Granja del Miquel                | el Soleràs | granja       |         | 41° 25′ 00″ N, 0° 40′ 59″ E / 41.4165623604875°N,0.682975261569548°E |           |                     | Modifica les dades a Wikidata |
|        | Granja del Miquel Vilalta        | el Soleràs | granja       |         | 41° 24′ 49″ N, 0° 41′ 24″ E / 41.4135951090506°N,0.689936286589834°E |           |                     | Modifica les dades a Wikidata |
|        | Granja del Pepito de la Remei    | el Soleràs | granja       |         | 41° 24′ 53″ N, 0° 41′ 23″ E / 41.4146194566582°N,0.689816224057865°E |           |                     | Modifica les dades a Wikidata |
|        | Granja del Puig                  | el Soleràs | granja       |         | 41° 24′ 47″ N, 0° 41′ 23″ E / 41.4130225689053°N,0.689681405581024°E |           |                     | Modifica les dades a Wikidata |
|        | Granja del Rossendo              | el Soleràs | granja       |         | 41° 24′ 51″ N, 0° 41′ 17″ E / 41.4140810838607°N,0.688124406418941°E |           |                     | Modifica les dades a Wikidata |
|        | Granja del Ventura del Bep       | el Soleràs | granja       |         | 41° 24′ 58″ N, 0° 40′ 44″ E / 41.4162342385315°N,0.678763374387316°E |           |                     | Modifica les dades a Wikidata |
|        | Granja del Xavier Pelegrí        | el Soleràs | granja       |         | 41° 24′ 46″ N, 0° 41′ 18″ E / 41.4128044914068°N,0.688241477792889°E |           |                     | Modifica les dades a Wikidata |

## masia
| imatge | Nom                   | Ubicat a   | instància de | Detalls | coordenades                                                          | Protecció | Commons (més fotos) | Dades a WD                    |
| ------ | --------------------- | ---------- | ------------ | ------- | -------------------------------------------------------------------- | --------- | ------------------- | ----------------------------- |
|        | Mas de Noguers        | el Soleràs | masia        |         | 41° 25′ 21″ N, 0° 40′ 45″ E / 41.4224588396088°N,0.679259558028432°E |           |                     | Modifica les dades a Wikidata |
|        | Mas de l'Isidret      | el Soleràs | masia        |         | 41° 24′ 43″ N, 0° 42′ 03″ E / 41.4118515558251°N,0.700909213589265°E |           |                     | Modifica les dades a Wikidata |
|        | Mas del Català        | el Soleràs | masia        |         | 41° 26′ 20″ N, 0° 43′ 09″ E / 41.4389373645173°N,0.719139289289528°E |           |                     | Modifica les dades a Wikidata |
|        | Mas del Corona        | el Soleràs | masia        |         | 41° 24′ 42″ N, 0° 40′ 21″ E / 41.4116588725953°N,0.672525655694759°E |           |                     | Modifica les dades a Wikidata |
|        | Mas del Felip         | el Soleràs | masia        |         | 41° 24′ 36″ N, 0° 43′ 05″ E / 41.4100561356505°N,0.717936985884168°E |           |                     | Modifica les dades a Wikidata |
|        | Mas del Fesol         | el Soleràs | masia        |         | 41° 25′ 56″ N, 0° 43′ 17″ E / 41.4321373620476°N,0.721411963512107°E |           |                     | Modifica les dades a Wikidata |
|        | Mas del Manuel        | el Soleràs | masia        |         | 41° 25′ 05″ N, 0° 42′ 11″ E / 41.4179830845791°N,0.703061967738595°E |           |                     | Modifica les dades a Wikidata |
|        | Mas del Mateu         | el Soleràs | masia        |         | 41° 24′ 59″ N, 0° 42′ 24″ E / 41.4165056615639°N,0.706655633055993°E |           |                     | Modifica les dades a Wikidata |
|        | Mas del Mig del Moix  | el Soleràs | masia        |         | 41° 26′ 38″ N, 0° 42′ 38″ E / 41.4439274651651°N,0.710549642106379°E |           |                     | Modifica les dades a Wikidata |
|        | Mas del Moix          | el Soleràs | masia        |         | 41° 25′ 07″ N, 0° 42′ 49″ E / 41.418688980553°N,0.713626306781525°E  |           |                     | Modifica les dades a Wikidata |
|        | Mas del Moixet        | el Soleràs | masia        |         | 41° 24′ 43″ N, 0° 40′ 18″ E / 41.4118379983589°N,0.671586072446118°E |           |                     | Modifica les dades a Wikidata |
|        | Mas del Paula         | el Soleràs | masia        |         | 41° 24′ 40″ N, 0° 40′ 29″ E / 41.4110916045925°N,0.674759215099077°E |           |                     | Modifica les dades a Wikidata |
|        | Mas del Ros del Bep   | el Soleràs | masia        |         | 41° 24′ 23″ N, 0° 40′ 43″ E / 41.4064652465137°N,0.678477246050755°E |           |                     | Modifica les dades a Wikidata |
|        | Mas del Sas           | el Soleràs | masia        |         | 41° 24′ 48″ N, 0° 43′ 30″ E / 41.4132832931215°N,0.724894852779715°E |           |                     | Modifica les dades a Wikidata |
|        | Mas del Tamarit       | el Soleràs | masia        |         | 41° 25′ 39″ N, 0° 41′ 30″ E / 41.427605771239°N,0.69154079492981°E   |           |                     | Modifica les dades a Wikidata |
|        | Mas del Ventura       | el Soleràs | masia        |         | 41° 25′ 04″ N, 0° 42′ 26″ E / 41.4178484432577°N,0.707146801476045°E |           |                     | Modifica les dades a Wikidata |
|        | Mas del Xeca          | el Soleràs | masia        |         | 41° 24′ 39″ N, 0° 42′ 47″ E / 41.4108°N,0.712997°E 497.6 msnm        |           |                     | Modifica les dades a Wikidata |
|        | Mas del Xeret         | el Soleràs | masia        |         | 41° 24′ 36″ N, 0° 41′ 31″ E / 41.4099723298817°N,0.69207457803138°E  |           |                     | Modifica les dades a Wikidata |
|        | Maset del Bep de Guiu | el Soleràs | masia        |         | 41° 25′ 10″ N, 0° 40′ 56″ E / 41.4193844123408°N,0.682228780368517°E |           |                     | Modifica les dades a Wikidata |
|        | Maset del Xipilla     | el Soleràs | masia        |         | 41° 25′ 10″ N, 0° 41′ 13″ E / 41.4194729140178°N,0.687071595996107°E |           |                     | Modifica les dades a Wikidata |

## muntanya
| imatge | Nom                      | Ubicat a                               | instància de | Detalls | coordenades                                                         | Protecció | Commons (més fotos) | Dades a WD                    |
| ------ | ------------------------ | -------------------------------------- | ------------ | ------- | ------------------------------------------------------------------- | --------- | ------------------- | ----------------------------- |
|        | Punta del Coll de Falenç | el Soleràs l'Albagés Juncosa els Torms | muntanya     |         | 41° 25′ 05″ N, 0° 43′ 25″ E / 41.41801889°N,0.72363056°E 496.9 msnm |           |                     | Modifica les dades a Wikidata |
|        | Punta dels Sabaters      | el Soleràs la Granadella els Torms     | muntanya     |         | 41° 23′ 52″ N, 0° 41′ 33″ E / 41.3979°N,0.692444°E 530.9 msnm       |           |                     | Modifica les dades a Wikidata |

## serra
| imatge | Nom                  | Ubicat a                      | instància de | Detalls | coordenades                                                     | Protecció | Commons (més fotos) | Dades a WD                    |
| ------ | -------------------- | ----------------------------- | ------------ | ------- | --------------------------------------------------------------- | --------- | ------------------- | ----------------------------- |
|        | serra de les Arcades | l'Albagés el Cogul el Soleràs | serra        |         | 41° 26′ 30″ N, 0° 43′ 18″ E / 41.441614°N,0.721778°E 410.7 msnm |           |                     | Modifica les dades a Wikidata |
|        | serra dels Rasos     | el Soleràs                    | serra        |         | 41° 25′ 16″ N, 0° 42′ 33″ E / 41.4211°N,0.709028°E 482.6 msnm   |           |                     | Modifica les dades a Wikidata |

## Misc
| imatge | Nom                           | Ubicat a   | instància de                                   | Detalls   | coordenades                                                         | Protecció | Commons (més fotos) | Dades a WD                    |
| ------ | ----------------------------- | ---------- | ---------------------------------------------- | --------- | ------------------------------------------------------------------- | --------- | ------------------- | ----------------------------- |
|        | Molí del Ferrer               | el Soleràs | molí d'aigua                                   |           | 41° 24′ 39″ N, 0° 41′ 17″ E / 41.410890911363°N,0.688034187061653°E |           |                     | Modifica les dades a Wikidata |
|        | Sabates                       | el Soleràs | vèrtex geodèsic                                | Alt: 1.2m | 41° 23′ 52″ N, 0° 41′ 33″ E / 41.397856°N,0.692399°E 530.416 msnm   |           |                     | Modifica les dades a Wikidata |
|        | casa consistorial del Soleràs | el Soleràs | casa consistorial                              |           | 41° 24′ 51″ N, 0° 40′ 58″ E / 41.414098°N,0.6827018°E               |           |                     | Modifica les dades a Wikidata |
|        | el Soleràs                    | el Soleràs | entitat singular de població capital municipal | 317 hab   | 41° 24′ 47″ N, 0° 40′ 54″ E / 41.4129494°N,0.68173787°E 382 msnm    |           |                     | Modifica les dades a Wikidata |